# Partido Pirata

Logo del Partido Pirata.

Partido Pirata es una etiqueta adoptada por partidos políticos en diferentes países. Los partidos piratas apoyan la defensa de los derechos civiles y sociales, democracia directa con el modelo de democracia líquida y participación ciudadana, reformas al copyright y leyes de patentes, el libre acceso al conocimiento (abrir contenidos), los bienes de uso común, la privacidad en la información, la neutralidad en la red y la protección y fomento de Internet, con un acceso igualitario a la misma, incluido el ámbito rural.  Actualmente se encuentra una red de 60 partidos piratas en el mundo. Aquellos que tienen mayor participación en el gobierno en elecciones nacionales, se destacan Alemania con el 2,1% de los votos, República Checa con el 2.66%, Suecia con 0.43%, Islandia 9,2%, Ucrania 9,0%. Posee actualmente 4 eurodiputados.
La base de los Partidos Pirata son los derechos civiles, el derecho a la democracia directa, la participación ciudadana, la transparencia, la reforma del copyright y el sistema de patentes, el acceso a la cultura (Cultura libre), privacidad y libertad de información. Los Piratas defienden la neutralidad de la red y el derecho de acceso a Internet universal y sin restricciones, como condición para ello.
El primer Partido Pirata fue el partido político sueco de ese nombre, fundado en 2006, y que busca la reforma de las leyes de propiedad intelectual e industrial de su país.

## Historia
El 1 de enero de 2006, bajo el liderazgo de Rickard Falkvinge se fundó el primer Partido Pirata (Piratpartiet) en Suecia. El nombre es heredado de Piratbyrån una organización que luchaba contra las leyes del copyright. Miembros del Piratbyrån había fundado previamente un tracker de BitTorrent conocido como The Pirate Bay. Piratbyrån es la versión sueca de la organización Danesa PiratGruppen, llamada así debido a que se fundó para oponerse al lobby del grupo antipiratería AntiPiratGruppen de Dinamarca. La etiqueta "pirata", que ha sido usado por los medios de información y la industria cultural en numerosas campañas en contra de la infracción de los derechos de autor, es usada de forma reivindicativa. La ideología del Movimiento Pirata precede a la constitución de los primeros Partidos Piratas y está fuertemente influida por la ética hacker y el movimiento del software libre; ambos de varias décadas de antigüedad.

## Principios
- Acceso abierto
- Datos abiertos
- Democracia directa
- Economía solidaria (o economía al servicio de las personas ) y economía del bien común
- Hardware libre y Software libre
- Transparencia política

## Partidos Pirata por el Mundo
Fuera de Suecia, se han registrado varios partidos basados en varios países de Europa y del resto del mundo. También existen partidos piratas en algunos países que todavía no se encuentran registrados.

## Organizaciones
- Internacional de Partidos Pirata (Pirate Parties International)
- Piratas Europeos (European Pirates)
- Piratas sin fronteras (Pirates without Borders)
- Jóvenes Piratas de Europa (Young Pirates of Europe)